# Alanqa
Alanqa is een geslacht van uitgestorven pterosauriërs, behorend tot de groep van de Pterodactyloidea, dat tijdens het Laat-Krijt leefde in het gebied van het huidige Marokko. De enige benoemde soort is Alanqa saharica.

## Naamgeving en vondsten

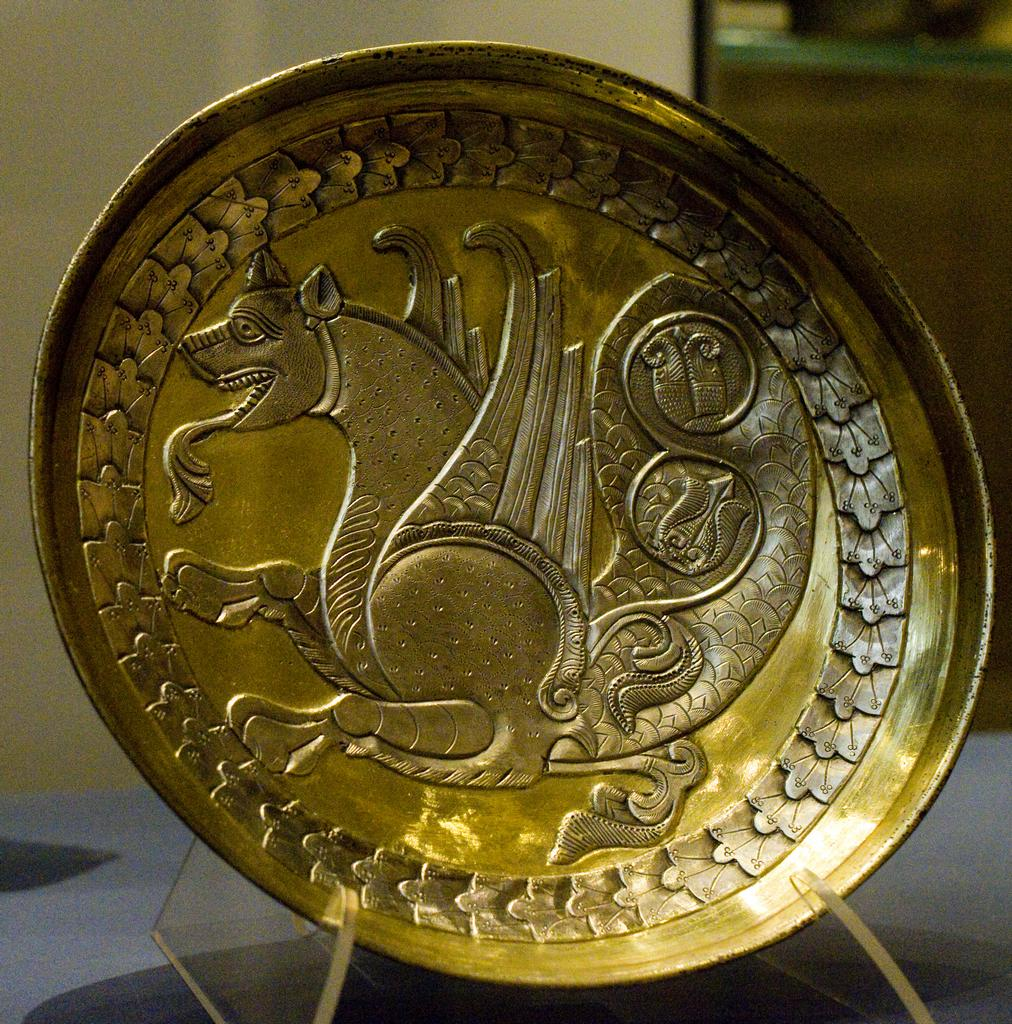
De Angha

De typesoort Alanqa saharica werd in 2010 benoemd en beschreven door Nizar Ibrahim, David Unwin, David Michael Martill, Lahssen Baidder en Samir Zouhri. De geslachtsnaam is afgeleid van het Arabische العنقاء, al-‘anqā’, de Arabische naam van een feniks, een mythologische vogel, in dit geval de Perzische Angha of Simurgh. De keuze van de geslachtsnaam werd geïnspireerd door het feit dat verwante soorten ook naar mythische gevleugelde wezens vernoemd zijn. De soortaanduiding verwijst naar de Sahara.
Mogelijke fossielen van Alanqa zijn gevonden in roodbruine zandsteen van de Kem Kem-bedden in het oosten van Marokko, die stammen uit het Albien-Cenomanien op de grens van het Onder- en Opper-Krijt, ongeveer 100 miljoen jaar oud. Ze bestaan uit kaakfragmenten en een stuk van een halswervel. In 1999 beschreven Peter Welnhofer en Eric Buffetaut twee kaakfragmenten, de snuit BSP 1993 IX 338 en BSP 1996 I 36, die ze toeschreven aan een onbepaald lid van de Pteranodontidae. Latere vondsten waren iets completer en wezen op een verwantschap met de Azhdarchidae. Daaronder was het holotype, een specimen met als inventarisnummer FSAC-KK 26 (Faculté des Sciences Ain Chock, Université Hassan II te Casablanca): een stuk van de onderkaken gevonden bij het dorp Aferdou N'Chaft, en nog twee kaakfragmenten: FSAC-KK 31, een stuk van de onderkaken, en FSAC-KK 27, een stuk snuit. Daarnaast werd de halswervel, FSAC-KK 34, voorlopig aan een onbepaald lid van de Azhdarchidae toegeschreven; hij zou van Alanqa kunnen zijn. Er is nog meer azhdarchide materiaal gevonden; toekomstige vondsten moeten uitwijzen of er een band met Alanqa is.

## Beschrijving

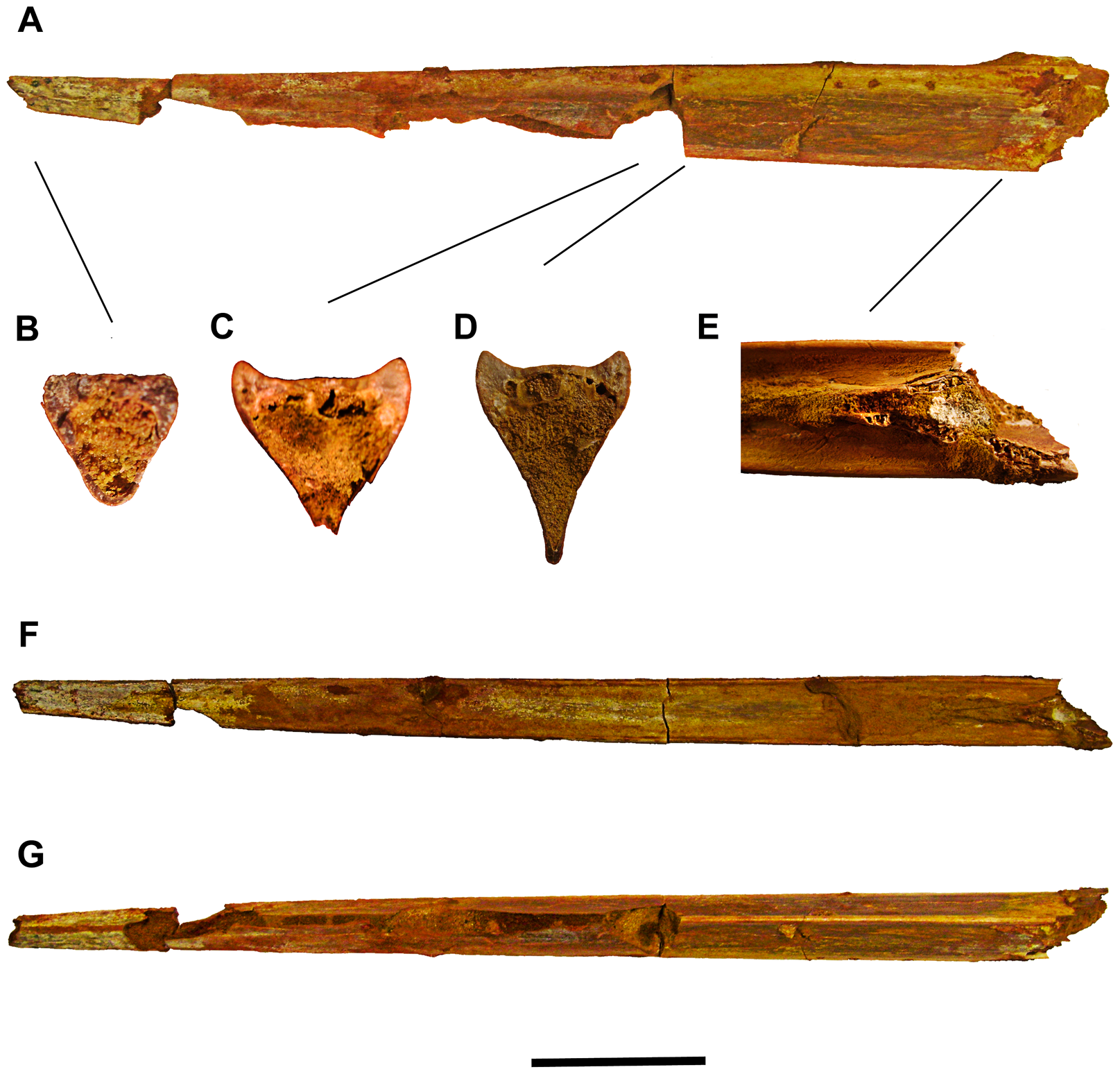
Het holotype in verschillende aanzichten

De kaakfragmenten wijzen op een vleugelspanwijdte van ongeveer vier meter, de halswervel op een grotere vlucht, tot boven de vijf meter.
De fossielen zijn niet samengedrukt. De kaken zijn tandeloos. Alle kaakfragmenten lijken met elkaar in grootte overeen te stemmen; alleen FSAC-KK 31 is iets groter. Het holotype bestaat uit de symphysis mandibulae, het samengegroeide voorstuk van de onderkaken. Het is 344 millimeter lang en kaarsrecht. Rechtere kaken zijn bij de Pterosauria onbekend. Een stuk van de punt, ongeveer acht centimeter lang, ontbreekt. Naar beneden toe versmalt het been naar een enkelvoudige onderrand die zelf naar achteren toe steeds scherper wordt. De doorsnede verandert zo van voor naar achter van driehoekig naar kelkvormig. De hoogte-breedte-verhouding verandert zo van 1:1 naar 1:1,45. De onderkaken zijn zeer langgerekt, vermoedelijk elf keer zo lang als hoog, wat alleen overtroffen wordt door Quetzalcoatlus, waar deze verhouding veertien bedraagt. De bovenrand en de onderrand maken een hoek met elkaar van maar 7°, zodat de kaak ook nog eens zeer puntig is. De bovenkant heeft achteraan opstaande randen langs een licht bollend tussenstuk, die licht afgerond zijn en twee millimeter hoog. Meer naar voren toe verlagen die totdat de voorste 53 millimeter bovenop helemaal plat zijn. Achteraan de symfyse ontstaat bovenop een middenrichel die drie millimeter hoog wordt en zich splitst; vermoedelijk liepen de twee hierdoor gevormde richels verder door naar de onvergroeide tak van de linker-, respectievelijk rechteronderkaak. Tussen beide richels is een kleine opening, vermoedelijk een pneumatisch foramen. Het botoppervlak is fijn gegroefd; de groefjes zijn verbonden aan kleine gepaarde foramina voor de bloedvaten en kunnen een hoornsnavel gevoed hebben. De buitenste beenwand is zeer dun, 0,3 tot 1 millimeter dik. Binnenin is het bot gepneumatiseerd: hol en verbonden met luchtzakken. De totale lengte van de schedel is geschat op 67,5 centimeter als de proporties die van Quetzalcoatlus waren.
De twee bekende snuiten, rostra, hebben een vorm die goed bij de onderkaken lijkt te passen: ook zij zijn erg recht met een spitse punt. De beschrijvers zien dit als een sterke aanwijzing dat het om delen van hetzelfde dier gaat.
Veel moeilijker is dat vast te stellen voor de halswervel, waarvan alleen een achterdeel bewaard is gebleven. Het fragment heeft een lengte van 55, een breedte van 83 millimeter. De postexapofysen, uitsteeksels die de verbinding vormen met de achterliggende wervel, zijn breed maar vlak; dat laatste is geen typisch azhdarchide kenmerk.

## Fylogenie
In combinatie met de datering was de tandeloosheid de reden voor Wellnhofer en Buffetaut om een verwantschap met Pteranodon te veronderstellen. Na deze plaatsing in de Pteranodontidae was Alexandr Awerianow in 2008 de eerste om een plaats in de Azhdarchidae te suggereren. Een ander kaakfragment, BSP 1997 I 67, werd door hem aan de Tapejaridae toegekend.
De beschrijvers verwerpen een verwantschap met de Pteranodontidae omdat het kaakprofiel geheel anders is. De Tapejaridae sluiten ze uit omdat de kaken van die groep veel stomper zijn. De algehele kaakbouw lijkt overeen te komen met die van de Neoazhdarchia. De extreme lengte van de kaken en de gepaarde foramina deden besluiten tot een nadere bepaling tot de Azhdarchidae. Indien deze identificatie correct is, is Alanqa een van de oudste azhdarchiden en zeker de vroegste die uit Gondwana bekend is.